# Magor with Undy
Magor with Undy är en ort och community i Storbritannien.   Den ligger i kommunen Monmouthshire och riksdelen Wales, i den södra delen av landet, 180 km väster om huvudstaden London.
Communityn består av de två sammanvuxna orterna Magor och Undy samt omgivande landsbygd. De båda orterna utgör en tätort (built-up area) med namnet Undy som vid folkräkningen 2011 hade 5 914 invånare.